# Aitor Bildosola
Aitor Bildosola (Argentina, 25 de abril de 2003) es un jugador profesional argentino de rugby que se desempeña en la posición de ala cerrado en Dogos XV, equipo perteneciente a la liga Super Rugby Américas.

## Carrera
Bildosola comenzó su carrera deportiva con el equipo Los Tordos Rugby Club. En 2023 se unió a Dogos XV, donde lleva jugando dos temporadas. También fue parte de la Selección juvenil de rugby de Argentina.